# Casa Cooperativa (la Pobla de Segur)
La Casa Cooperativa és una obra de la Pobla de Segur (Pallars Jussà) inclosa a l'Inventari del Patrimoni Arquitectònic de Catalunya.

## Descripció
Antic edifici entre mitgeres, enlairat a sobre del turó del Nucli Antic, amb façanes a la ribera del Flamicell i al carrer Major. Té celler i tres plantes d'alçada. La façana posterior té una terrassa sobre dues arcades medievals. La façana principal forma un senzill conjunt barroc amb el portal dovellat al centre i balcons a la planta noble que desplacen l'eix, degut a les successives reformes. L'última planta, amb tres petites finestres està rematada per un ràfec amb mènsules i cornises que amaguen la coberta.

## Història
És una de les quatre primeres cases del vell assentament de la Pobla de Segur, després del desplaçament del nucli del Pui de Sant Miquel. La data és semblant a les cases del costat.